# Ever Oasis
Ever Oasis es un videojuego de acción y aventura  desarrollado por Grezzo y publicado por Nintendo para la plataforma Nintendo 3DS. El juego fue estrenado en América del Norte, Europa y Australia en junio de 2017, y en Japón el mes siguiente. El juego es compatible con todos los dispositivos de la familia Nintendo 3DS, y utiliza funciones de New Nintendo 3DS. No es compatible con el Botón Deslizante Pro.

## Historia
Ever Oasis cuenta la historia de Tethu/Theti, un joven simiente que con la ayuda de una espíritu del agua llamada Esna, crea un oasis después de que su hermano Neur es secuestrado y de que su oasis cayera a manos del Caos. Mientras el jugador viaja en busca de habitantes para su oasis, luchará contra monstruos controlados por el Caos. Durante la aventura, se podrán descubrir varios poblados pertenecientes a otras tribus, como las uadya, los lyco y los serkeh. Junto a sus nuevos aliados, se deberá trabajar en equipo para crear el Oasis perfecto, mientras Tethu/Theti continúa descifrando el misterio acerca de lo que le pasó a su hermano.

## Jugabilidad
En el juego, los jugadores intentan construir un oasis próspero, completando misiones en mazmorras y cuevas en el desierto. Los jugadores pueden formar un equipo de hasta tres personajes para combatir enemigos poseídos por el Caos en tiempo real, con la posibilidad de intercambiar tres miembros del equipo. Los jugadores pueden buscar materiales en cuevas y mazmorras repletas de rompecabezas que pueden ser usados para reabastecer las floritiendas. Las floritiendas producen acuagemas, una unidad monetaria. Otros simientes se pueden unir a nuestro Oasis y pueden crear sus propias floritiendas, las cuales pueden subir de rango mediante el reabastecimiento y completando misiones. Hay algunos simientes que no pueden crear floritiendas. Los miembros de otras tribus que los jugadores conozcan en su viaje pueden ayudarles uniéndose a misiones y recolectando materiales. Estos materiales también pueden emplearse para crear equipaje y objetos en la casa del árbol del jugador. El juego está inspirado en la cultura y mitología egipcia.

## Desarrollo
Ever Oasis se anunció en la E3 2016. Se mostraron las primeras imágenes en un tráiler, y una demo del juego fue retransmitida en directo, aunque no fue accesible para el público del evento. La demo gratuita se puso a  al público durante la E3 2017, lanzándose en la Nintendo eShop de Nintendo 3DS posteriormente.

## Recepción
Ever Oasis tuvo una recepción positiva, recibiendo críticas generalmente favorables por parte de 52 críticos en Metacritic. También se le otorgó una puntuación de 8.9 sobre 10 en una reseña del sitio web IGN, cuyo autor, Brendan Graeber, calificó la jugabilidad como "divertida en vez de tediosa".